# Пискуха альпійська
Пискуха альпійська або пискуха алтайська (Ochotona alpina) — вид гризунів з роду пискуха (Ochotona) родини пискухові (Ochotonidae).

## Морфологія
Довжина тіла від 15,2 до 23,5 сантиметрів і вага від 226 до 360 грамів. Хутро на спині влітку темно-каштанове, боки мають червонувато-коричневий відтінок. Черево від світло-коричневого до білувато-жовтого кольору. Зимове хутро блідо-сіро-коричневе і голова і задня частина тіла мають жовті плями. 2n = 42.

## Середовище проживання
Країни проживання: Китай (Хейлунцзян, Синьцзян), Казахстан, Монголія, Російська Федерація (Алтайський край, Амурська, Бурятія, Чита, Іркутськ, Красноярськ, Тува). Живе на висоті 400–2500 м. Надає перевагу кам'янистим гірським районам і деревам вздовж гравійних областей, як середовище проживання.

## Життя

### Поведінка
Зазвичай живе в сімейних групах з щільністю від 10 до 12 тварин на гектар. Денний вид. Одним з основних хижаків є соболь.

### Відтворення
Народжує два рази на рік в середньому по три дитинча. Період вагітності становить близько 30 днів і молодь при народженні має довжину від 5,8 до 6 сантиметрів. Тривалість життя максимум близько шести років, але особливо на півночі ареалу, живе близько трьох років.

## Загрози та охорона
Серйозних загроз для виду в цілому немає. Проживає в охоронних землях.